# میکائلا نوارس
میکائلا نِوارِس (اسپانیایی: Micaela Nevárez‎؛ زادهٔ ۱ ژانویهٔ ۱۹۷۲) بازیگر اهل پورتوریکو است.
از فیلم‌ها یا مجموعه‌های تلویزیونی که وی در آن‌ها نقش داشته است، می‌توان به شاهزاده‌ها اشاره نمود.